# Apomecyna angolensis
Apomecyna angolensis là một loài bọ cánh cứng trong họ Cerambycidae.